# HMS Hawke (hadihajó)
A HMS Hawke egy brit Edgar osztályú hadihajó volt, melyet 1891-ben bocsátottak vízre. Tulajdonosa és üzemeltetője a Brit Királyi Haditengerészet volt.

## Története

### Konstrukció
Megépítésekor ez volt a hetedik brit hadihajó, mely a Hawke nevet kapta. Gerincét 1889. június 17-én fektették le, majd 1891. március 11-én került vízre. 1892 márciusában végezték a kész hajón a teszteket és vizsgálatokat, amiken mind megfelelt, és első útjára indult.
A Hawke összesen 387 láb (118,11 m) hosszú és 60 láb (18,29 m) széles volt. 7,3 méteres volt a merülése, és 1890 tonnát nyomott. Legnagyobb sebessége megvolt 20 csomó (37 km/h), ami nagy előnyt jelentett a tengeralattjárókkal szemben.

#### Fegyverzet
A fegyverzet két darab 234 milliméteres, 10 darab 152 milliméteres ágyúból, és 72 géppuskából állt. Fel volt fegyverkezve 4 18 hüvelykes torpedóvető csővel. Az egész hajótestet 10 hüvelyk vastag páncélzat védte.

### Szolgálat
Az üzembe helyezés után a Hawke csatlakozott a mediterrán flottához, és az évtized végéig ott is maradt. Részt vett az 1897-es görög-török háborúban. Az ezt követő években Dél Afrikában, a Jóreménység fokánál és Máltán dolgozott, az HMS Vulcan, HMS Boxer, HMS Foam és HMS Dragon nevű hajókkal.

#### Ütközés azOlympicóceánjáróval
1911. szeptember 20-án a Hawke, W. F. Blunt kapitány irányítása alatt összeütközött a White Star Line társaság RMS Olympic nevű óceánjárójával a Solent-szorosnál. A csatahajó orral ütközött neki az óriási hajónak, és 4 méter átmérőjű léket vágott az Olympic tatjába, de a Hawke orra is jelentős károkat szenvedett. A hajók szerencsére nem süllyedtek el, és senki nem sérült meg.

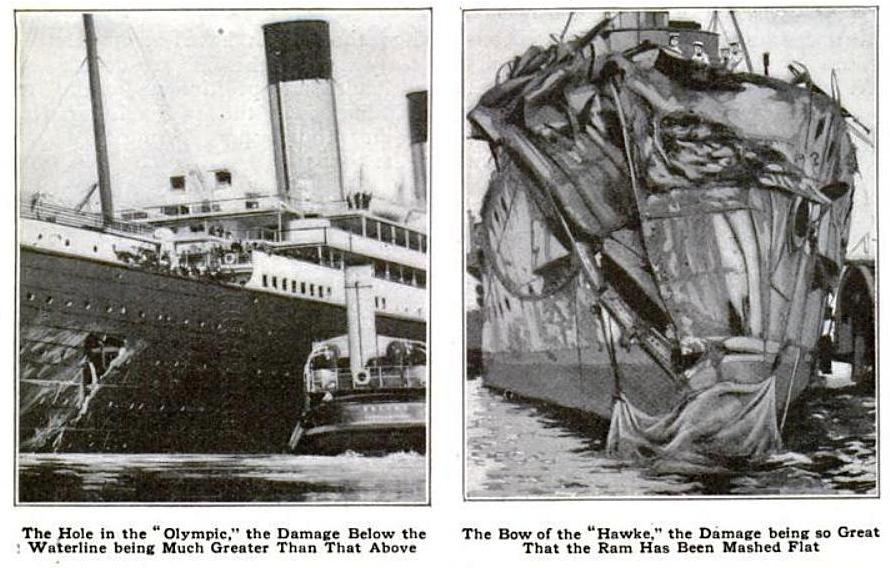
Az Olympic (balra) és a Hawke (jobbra) sérülései

A későbbi vizsgálatok megállapították, hogy az Olympic kapitánya, Edward John Smith a felelős, a Brit Királyi Haditengerészetet semmilyen felelősség nem terheli. Az Olympicot rövid időre kivonták a forgalomból, Belfastban 46 nap alatt megjavították, majd visszatért dolgozni. A Titanic eredetileg korábbra tervezett első útját a baleset miatt 1912. április 10-re halasztották.

#### Elsüllyesztése
A hajó 1914. október 15-én, az első világháború kezdetén süllyedt el, miután torpedótalálat érte, melyet az U-9 német tengeralattjáró lőtt ki rá. 524 ember halt meg, beleértve a kapitányt, Hugh Williams-t is. Csak 70-en menekültek meg.
2024. augusztus 11-én Skócia partjaitól 112 kilométerre, 110 méter mélyen kutatók megtalálták a hajó roncsait.

## Fordítás
Ez a szócikk részben vagy egészben  a   HMS Hawke (1891) című angol Wikipédia-szócikk ezen változatának fordításán alapul.  Az eredeti cikk szerkesztőit annak laptörténete sorolja fel. Ez a jelzés csupán a megfogalmazás eredetét és a szerzői jogokat jelzi, nem szolgál a cikkben szereplő információk forrásmegjelöléseként.